# Bariumperchloraat
Bariumperchloraat is het bariumzout van waterstofperchloraat, met als brutoformule Ba(ClO4)2. De stof komt voor als kleurloze tot witte kristallen, die zeer goed oplosbaar zijn in water. 

## Synthese
Bariumperchloraat kan bereid worden door reactie van bariumhydroxide en waterstofperchloraat:
{\displaystyle {\ce {Ba(OH)2 + 2HClO4 -> Ba(ClO4)2 + 2H2O}}}
Het kan ook bereid worden door het gloeien van een mengsel van bariumchloraat en bariumchloride.

## Kristalstructuur en eigenschappen
Bariumperchloraat kristalliseert uit in het hexagonaal kristalstelsel en is daarmee isomorf met lithiumperchloraat. De kristallen vormen ook een trihydraat. Het smeltpunt ligt bij 505°C, maar toch ontleedt het reeds bij 460°C:
{\displaystyle {\ce {Ba(ClO4)2 -> BaCl2 + 4O2 (^)}}}
Bariumperchloraat is een sterke oxidator.

## Toepassingen
Bariumperchloraat wordt gebruikt als oxidator, droogmiddel voor gassen en bij de titratie van sulfaten.